# 冰霸王
冰霸王（英語：Ice King），本名為賽門·派翠克夫（英語：Simon Petrikov）是美國動畫劇集《探險活寶》的角色。他最初以主要反派角色的立場亮相，在後面幾季中晉身為常設角色。他在大部分登場時段皆由湯姆·肯尼配音。
冰霸王最早的形象是個邪惡但無能的巫師，執著於綁架其他公主，但在後面的劇情中也展現他孤獨的一面，在他戴上一頂具有寒冰力量的魔法王冠後發瘋。本劇第三季中揭示他被王冠腐蝕心智前，是名叫賽門·派翠克夫的正常人類。而在本劇的完結篇〈跟我一起來〉中失去寒冰力量，也恢復所有的記憶。

## 性格
前期劇情是阿寶和老皮常見的對手，經常綁架哇塞秘境各地公主，想強迫她們嫁給他，泡泡糖公主是他平常追求的對象 。冰魔法能力源自於戴著的神奇皇冠，乃致精神異常 ，而後期有時會與阿寶和老皮並肩解決困難，且成為了好朋友。雖眾人認為他完全瘋癲，實際上冰霸王孤獨且被誤會，對自己王國內的企鵝有愛（一陣子有一妻，非常關懷和愛她。每當他綁架公主，反而對她們關懷及尊重。她們唯一不滿的是不喜歡他，冰霸王偶爾會表現佔有欲且有些不寒而慄）。儘管很少懷有對他人的傷害，冰霸王仍可能由於他潛在的力量和不穩定的心態，非常危險。此外他不知道被阿寶和老皮得知他被皇冠成狂之前，自己是賽門·派翠克夫，並偷偷羨慕他們倆是好朋友。

### 背景
冰霸王的力量源自皇冠，在〈魔法皇冠〉說明是史前時代的冰元素人冰不溶（Urgence Evergreen）避免流星撞擊地球所造的。完成皇冠後，他設定成會牢記持有人的心態，而給予使用者最深切的願望，此時冰不溶卻無法使用而拜託徒弟甘特（Gunther）戴上，讓他去催毀流星。不過冰不溶從未教導魔法，最終綠豆希望從自己的角度能更相像他的導師，無法阻止白垩纪－第三纪灭绝事件。反而皇冠被保留，而戴上它的第一位主人所許的願給未來戴上者，則會瘋狂模仿冰不溶。
在〈歡樂的秘密〉說明，賽門·派翠克夫從斯堪的纳维亚北部的一個碼頭工人手中的皇冠買下來後，就屬於他的。一戴上皇冠，派翠克夫開始失去理智，經過多年的他目前身心狀態惡化。他的未婚妻貝蒂穿越到他的未來後，在他潛意識裡「需要公主」的這點起作用，之後又發現英雄寶典（Enchiridion）。在47歲那年，蘑菇戰爭（Mushroom War）爆發，不久後偶然碰到年幼的艾薇爾並照顧她，且稱呼艾薇爾為“阿鵝（Gunter）”，他的理智逐漸惡化。最終他決定最好不要使用皇冠，除非不得已，派翠克夫意識到他會威脅到艾薇爾，就寫了封信道歉，信中講到不再幫她，且不管有甚麼事不對勁，可能與他的皇冠有關 。完全失去意識後，冰霸王也對一群企鵝稱呼“阿鵝”，還有阿噁、阿餓（Günter, Gunther）等的變稱。

### 力量
冰霸王的皇冠賜予他換來無數的力量，他的理智其中大部分跟冰雪有關。他可使出冰凍閃電凍結或攻擊，且可隨意在地召喚暴風雪。他也能造各種冰的武器或建築物，或是賜冰雪生命，像冰螞蟻（Ice-o-pede）和雪人士兵（snowman soldiers）。除此之外，冰霸王還能用他的鬍子分離且拍打，就像翅膀飛行。這些力量和能力跟皇冠直接有關，然而拿走會讓冰霸王剝奪所有的能力，直到重新戴上為止。他也有一種能力叫做“巫師之眼（Wizard Eyes）”，這讓他看到奇怪的東西，使他處於危險之中，而使用時非全然察覺。